# Sistema TASI
Un sistema TASI (Time Assignment Speech Interpolation) es un sistema de concentración de circuitos con tiempo compartido, basado en el principio de interpolación de la palabra. Cuando un abonado comienza a hablar se le conecta a uno de los canales libres. Si hay unos pocos abonados más que canales, ninguno de los abonados necesitará ser interpolado después de que su conexión inicial se establezca, en base al concepto de probabilidad de tráfico. 
Cuando hay bastantes más abonados que canales, el equipo conecta muy rápidamente a los abonados que están activos y desconecta aquellos que se encuentran en silencio en ese momento. Por turno, a los abonados desconectados se les asigna a otros canales, momentáneamente inactivos, para cuando empiecen a hablar de nuevo. Un abonado se desconecta sólo cuando está en silencio.
Existe siempre la posibilidad de que haya más abonados buscando acceso a los canales que canales disponibles en ese momento. En ese caso la palabra de los abonados será recortada. Esto sólo es práctico para grupos grandes de abonados y canales. La ganancia en eficiencia depende del porcentaje de tiempo total que el abonado esté realmente hablando y de la fracción de recorte (porcentaje total de pérdida de palabra tolerable).

## Elementos de un sistema TASI
Un sistema TASI tiene cuatro partes principales:
· Detector de palabra
· Conmutador (o convertidor A/D) de alta velocidad
· Circuito de señalización
· Control común
El detector de palabra es un amplificador de alta ganancia con un circuito umbral, que genera una salida sí/no para indicar si el abonado habla o no. Cuando la energía de palabra a la entrada excede de un nivel determinado, activa el canal correspondiente. 

## Ejemplo de uso
Para un grupo de 36 canales, una actividad de palabra del 40% y una ganancia algo mayor que 2, resultará un recorte del 0,5% de la palabra. Este recorte es apenas perceptible. Sin embargo, se obtiene una capacidad de 72 canales efectivos.
- Datos: Q2603561